# Porsche 917
Porsche 917 var en LMP1 prototype, der gik sin sejrsgang i 1970'erne. Mest kendt er Gulf-Porsche'en, der med Steve McQueen bag rattet medvirkede i filmen Le Mans
.
Modellen udviklede sig til en af de mest voldsomme sportsvogne nogensinde med udgaver med op til 1150 hk.
Den hurtigste model lavet af Porsche 917 kunne klare 0-100 km/t på mindre end 2,5 sekunder og havde en topfart på over 394 km/t.